# Kepler-11
A Kepler-11 egy, a Naphoz hasonló csillag a Hattyú csillagképben, a Földtől nagyjából 2000 fényév távolságban. A csillag a Kepler űrtávcső látómezejében található, és 2011. február 2-án hat bolygót is felfedeztek, amelyek a csillag körül keringenek. Ez volt az első felfedezett csillagrendszer, amelynek hat bolygója van. A bolygók mindegyike nagyobb a Földnél, a legnagyobbak mérete a Neptunuszéhoz hasonló.

## Nevének eredete
A Kepler-11 a NASA exobolygó kereső űrtávcsöve, a Kepler által felfedezett 11. csillag, mely körül bolygók keringenek, innen származik az elnevezés.

## Leírása
A Kepler-11 egy G színképtípusú csillag, amelynek tömege hozzávetőlegesen 95%-a a Napénak, átmérője pedig körülbelül 1,1-szerese annak. Felszíni hőmérséklete a Napnál némileg alacsonyabb, 5680 K (a Napnak 5778 K). Korát 8,5 milliárd évre becsülik (összehasonlításképp: a Nap körülbelül 4,6 milliárd éves). A csillag látszólagos fényessége 13,7 magnitúdó, így messze nem elég fényes ahhoz, hogy szabad szemmel is látni lehessen.

## Bolygórendszer
A rendszer összes bolygója áthalad a csillag előtt, pályájuk hajlásszögeiben nincs egy foknál nagyobb eltérés. Ez lehetővé teszi a bolygók keringési idejének és a központi csillaghoz viszonyított relatív átmérőjük közvetlen mérését. A b-f bolygók becsült tömege a Föld és a Neptunusz tömege közé esik, de sűrűségük mind alacsonyabb a Földénél, azt sejtetve, hogy nem a Földhöz hasonló összetételűek. A d és e bolygó körül jelentős hidrogénlégkört mutattak ki, míg a b és c nagy mennyiségű jeget tartalmazhat. A Kepler-11 rendelkezik az egyik legszorosabb ismert bolygórendszerrel, a b-f bolygók könnyedén elférnének a Merkúr pályáján belül és a g jelű bolygó is csak kevéssel esne rajta kívül.
A Kepler-11-rendszer és a Naprendszer összehasonlítása